# ガンダムEXA
『ガンダムEXA』（ガンダムエグザ）は、ガンダムシリーズの漫画作品。『ガンダムエース』（角川書店）2011年7月号から2014年4月号まで連載。
本作品は『ガンダムエース』10周年および『機動戦士ガンダム vs.シリーズ』10周年記念作品で、ゲーム『機動戦士ガンダム エクストリームバーサス フルブースト』と連動した物語を描く。
『機動戦士ガンダムSEED ASTRAY』『機動戦士ガンダム00F』に続いてストーリーは千葉智宏、作画はときた洸一が担当。
本作の続編としてゲーム『機動戦士ガンダム エクストリームバーサス マキシブースト』と連動した物語を描く、『ガンダムEXA VS』（ガンダムエグザ ブイエス）が2014年5月号から2017年7月号まで連載された。
単行本の巻末にはときたの手掛けたコミカライズでは恒例のパロディ四コマ漫画が掲載されている。タイトルも嘗てシリーズ化していた『がんばれ!ドモンくん』に肖って『がんドモEXA』及び『がんドモEXA VS』となっている。

## ストーリー

### ガンダムEXA
木星軌道上の宇宙ステーション「ジュピターX（ジュピター・テン）」にある「GA（ジェネラルアンサー）」と呼ばれるデータ群。それは、全てのガンダムシリーズの世界が再現された仮想空間であった。
人類進化の鍵を探す「Gダイバー」である主人公のレオス・アロイは、文明の衰退を迎えつつある地球人類の滅亡を防ぐ為、様々なGAデータにダイブして、ガンダムシリーズの世界を巡る旅に出る。
一方、もう一人のGダイバーであるイクスは、極限のガンダム（エクストリームガンダム）を製作したいという私欲のためだけにダイブを繰り返してはデータ世界に干渉し、時にデータ世界を崩壊させることさえあった。そんなイクスの横暴を見逃せなくなったレオスは、イクスといくつものデータ世界で再三対戦する。
だが、様々なガンダム世界を旅し、様々なパイロットとの戦いを繰り返すうちに、レオスとイクスはデータ世界だけではなく現実世界を、そして彼ら自身の存在をも揺るがす、恐るべき真実に直面する。
そして、レオスとイクスのエクストリームガンダム同士による、人類の未来を賭けた最終決戦が始まる。

### ガンダムEXA VS
第1部
ex-との最終決戦から数年、Gダイバーとして人類進化のカギを集め続けていたレオスだったが、ある時ダイブ中、ジュピターXに異変がおきダイブオフするも、何者かの襲撃を受けた跡が残っており、そしてセシアが居なくなってしまった。レオスはセシアを探すため、彼女が遺したエクストリームガンダム type-レオスII VS.を駆り再びダイブする。
だが、その裏では新たな勢力「マーズI」、セシアと同じ管理された人間アル・アダ、そしてセシアに酷似したダークセシアたち、そして謎の少年トリムの手がレオスに迫ろうとしていた。
第2部
トリムのレオスとセシアを戦い合わせ双方を消滅させる目論見を打ち砕いたレオスとセシアは、ダークセシア達をジュピターXに迎え入れる。トリムがエクストリームガンダムMk-II AXEを完成させて再び動き出すと同時にトリムによって精神を封印されたアル・アダは、自身が動けなくなった際の保険としてセシアの肉体の入ったカプセルを別のステーションへ飛ばす細工をしていた。しかしプリモが突然レオス達を裏切り、トリムと行動を共にするばかりでなく、一部のGAデータの重要人物がトリムの考えに賛同して協力する事態になってしまう。
レオスとセシアはセシアの肉体の入ったカプセルを回収するため、レオスはエクストリームガンダム type-レオスII VS.、セシアはエクストリームガンダム type-セシア エクセリアを駆り各ステーションにダイブする。

## Gダイブ
- GダイバーがGAデータにダイブ及びダイブオフができるのは基本的にモビルスーツ (MS) のコクピット内のみ。
- Gダイバーは基本的にその世界に存在するモビルスーツを使用し、コクピットから出た際の事態も考慮してダイブ先のパイロットスーツを着用するが、Gダイバー専用のMSであるエクストリームガンダムのみは世界外部から持ち込み可能で、エクストリームの登場以降はレオスも専用のパイロットスーツを着ている。
- GAデータ内でGダイバーが死亡するとジュピターXでのGダイバー本人の体から生体反応が消滅してしまう。
- GダイバーがGAデータを去るとその世界の住人からGダイバーに関する記憶は全て消滅して、歴史も元に戻る。
- Gダイバーによる干渉が強く影響するとGAデータの歴史は歪みが生じて本来とは違う歴史になり、Gダイバーの事を覚えている住人が存在してしまう。歪みが大きくなりすぎると、世界そのものが崩壊して消滅する。

## 世界設定・用語
GA（ジェネラルアンサー）計画
生物学的に進化が止まり、滅亡の危機に瀕している人類の種としての力を引き出し、新たな進化を促すために発足したプロジェクト。
作中世界の地球は実はとうの昔に滅亡しており、片手でも数えられる程度の人類がどうにか生存するに留まる惨憺たる有様だった。続編の『EXA VS』でそんな状況下で滅亡した人類を再興させるべく、生存した数少ない人類を保存し、数々の戦いの歴史から人類が自己進化して再興出来る条件を模索するため、ジュピターX以外にも9の施設が建造され、それぞれに生存した人類が管理され、最も進化の可能性の高い順に番号を割り振られたという事実が判明した。
ジェネラルアンサー (GA)
GA計画の中心となる「偉大なる答え」と名付けられた膨大なデータ郡で、全てのガンダムシリーズの世界が再現された仮想空間。作成者やその目的については一切不明。
複数の世界はそれぞれ違う歴史をたどっているが、全ての世界で「戦いによる人類進化」が発生しているため、進化した者や進化の兆しが見られる者たちと戦い、その戦闘データを収集・解析すれば「人類進化の答え」が得られると考えられている。
現実に匹敵する超高密度データであるため、外部からの解析は一切不可能であり、内部に入って直接調査するしかない。
Gダイバー
GAデータ内部に入って（ダイブして）進化した者や進化の兆しが見られる者たちと戦い、「人類進化の答え」となるデータを回収してくる者達の総称。
その正体は管理コンピュータが生み出したGAデータ探索用のパイロットプログラムに過ぎなかった。
エグザクター
GA内部で生活し、その世界の詳細なデータを調べる任務に当たる者。必要に応じてGダイバーのサポートも行う。
なお、エグザクターとはGA内部で任務に当たるもの達の総称であり、Gダイバーも広い意味ではエグザクターに含まれるが、前者の意味で使われることが多い。
ホロアクター
肉体を持たず、人間型の立体映像として存在しているプログラム。『EXA』の終盤でイクスによって、ジュピターXの中枢に眠るセシアの本体以外は全員がホロアクターであり、活動している生身の人間は一人も居ないこと、すなわちレオスもピーニャたちも、そしてイクス本人もただのプログラム、ただのデータでしかないことが語られた。
GAステーション
GA計画を遂行するために建造された宇宙ステーション。内部は巨大な管理コンピュータが制御している。
ジュピターX（ジュピター・テン）
『EXA』の主な舞台となるステーション。木星軌道上に存在している。レオスやセシアが所属している。
続編の『EXA VS』で経緯は不明だがマーズIの侵攻とほぼ同時期に外部とリンクした。GA計画でも異質のステーションであり、これまでレオスやセシアがGA計画の真相や地球の現状、他のステーションの存在を知らなかったと同時に、他のステーションにもその存在を認知されていなかった。
『EXA VS』終盤にて、実はアース0の軌道エレベーターの登頂部であった事が判明する。FA計画の一件でアース0から切り離され、木星軌道に移動して現在に至る。トリムとの決戦の後はアース0基底部、アークワンとドッキングし、人類進化・地球再生を見守るGAデータ管理タワーとなった。
サターンII（サターン・ツー）
テミスが所属しているステーション。土星軌道上に存在している。この施設はテミス曰く「計画発足から長い年月が経ち、既に守るべき人類を失った状態だったが他の組織に協力して活動を続けていた」とのこと。
マーズI（マーズ・ワン）
アル・アダやダークセシアが所属しているステーション。火星軌道上に存在しているGA計画最初の施設にして、EA計画が発動した場合は外宇宙へ旅立つ宇宙船としての機能も持つ。アル・アダの指揮下で「コンクエスト」と称して他の施設への襲撃とGAデータの破壊を繰り返している。
その真の姿はEA計画で外宇宙に人類を移動させる宇宙船「アークワン」である。後にトリムによって起動され、地球のアース0基底部と接合し、巨大なタワーとなる。
マーキュリーIII（マーキュリー・スリー）
アル・アダがセシアの肉体が入ったカプセルに仕掛けた細工で、サターンIIから行き着いたステーション。名前から水星軌道上に存在すると思われる。管理世界はC.E.。
ヴィーナスIV（ヴィーナス・フォー）
金星軌道上のステーション。最終決戦に向かうレオス達は強制的にここの管理するGAデータの宇宙世紀世界へ転移させられた。ステーションそのものは登場しない。
EA（エクソダスアンサー）計画
GA計画の裏で秘密裏に進行しているプロジェクトで、人類進化を探究する「GA計画」が失敗した際のサブプラン。未練を断つためにGAデータと地球を完全に破棄・破壊し、外宇宙に旅立つ事で人類進化を果たすというもの。
FA計画（プロジェクト・フォース）
GA計画とEA計画が発動されるはるか前、実験ステーション「アース0」にて行われていたプロジェクト。計画を実行していたGダイバーは疑似人格のex-（EX-A000）、サポートをするホロアクターはアイレとテレノ。内容はGA計画とほぼ同じであるが、対象区域が宇宙世紀の一年戦争から第3次ネオ・ジオン抗争までと限定されたものであり、計画の途中でアース0の管理プログラムの暴走により計画は失敗する。
アース0（アース・ゼロ）
FA計画が行われていた実験ステーションであり、地球に建造された軌道エレベーターの最上部にステーションが存在していた。計画の途中で、アース0の管理プログラムが「人類と地球に壊滅的な打撃を与えて、人類を強制進化させる」と暴走したため、ex-（EX-A000）、アイレとテレノは阻止するが、管理プログラムが消滅寸前にアース0を自爆させて地球へ落そうとしたため、アイレとテレノは自身の人格を消去して新たな管理プログラムとなる。その後、アース0の存在は完全に抹消される。現在では軌道エレベーターは崩壊しており、基底部を残すのみとなっているが、実はジュピターXこそが最上部にあったステーションであった。
人類進化同盟
トリムがGA世界の人物のうち、自身の計画に賛同した者を集めた集団。各々が自身の目指す人類進化という目的の為にトリムに協力している。メンバーは「コメット（シャア・アズナブル）」「ドール（ティエリア・アーデ）」「マスター（東方不敗マスター・アジア）」「バロン（ゼクス・マーキス）」で、それぞれコードネームと、スプレマシー・ギアが一機ずつ与えられている。
実は真にトリムの思想に賛同している者はおらず、あくまで人類進化を成し遂げる事が目的であり、それが果たせるならレオスでもトリムでも構わないと考えていた。トリムの思想も非情な選民思想ながら人類進化の観点では間違いではない為に協力はしていたものの、レオス達の事はよく知らない為、トリムに代わって人類進化を託すに値するか、その信念を試す為に敢えて戦いを挑んでいた。

## 登場人物

### 本作オリジナルの登場人物
声優は『機動戦士ガンダム エクストリームバーサス フルブースト』、『機動戦士ガンダム エクストリームバーサス マキシブースト』での配役。

#### ジュピターX
レオス・アロイ
声：岡本信彦
本作の主人公。Gダイバーであり、様々な世界のMSに搭乗し人類の滅亡を防ぐ為に奔走する。性格は基本的に真面目で、「セシアやGAデータ上の存在でしかない各世界の人物と対等に『人間』として接する」「素性の知らない(というよりある理由から知っていけない)Gダイバーの安否を気遣う」等、人格者としても優れている。旅先の世界で名立たるパイロット達との戦闘を重ねる内に、彼らから戦い方を学びながら腕を磨いていく。
最終的に自身らGダイバーが、人類再生を模索するためのパイロットプログラムに過ぎなかったという衝撃の事実を知ってもなお、セシアと共に“絶望の先の希望”を見つけ出す覚悟を持って、絶望に染まり全てのガンダム世界のデータを破壊しようとしたイクスの野望を打ち砕き、その暴走を止めた。
『EXA VS』ではいつか人間として目覚めるセシアの為、数年の時を経ても変わらず人類進化の為のダイブを続けていたが、やがて始まったマーズIのコンクエストやダークセシア達の出現により新たな戦いに身を投じる。復活したピーニャと再会した際には「少し歳食った」と言われている。
当初はパイロットとしての腕は未熟さが目立ったが、『SEED ASTRAY』の世界で叢雲劾と度重なる戦闘を行い、その際に直接顔を見合わせない状況でありながらも操縦スタイルから同一人物が繰り返し挑んでくることを察知した劾により、間接的なMS操縦技術の指導を受ける形となり、以後の世界のパイロットたちとも互角以上に戦える技術を身につけた。
また、『Gガンダム』の世界では「モビルトレースシステムでの操縦は苦手」と明言しながらもドモン・カッシュの乗るシャイニングガンダムと互角に渡り合えており、機体の性能差（レオスの乗ったヤマトガンダムはドモンの乗るシャイニングガンダムよりも20年以上昔の旧型機）を考慮すれば、この当時のドモン以上の格闘センスを持っていると言え、相対的に通常のMS操縦センスの高さを裏付けることになる。
『ガンダムW』の世界ではヒイロ・ユイに向けられた砲撃をいち早く察知しており、ヒイロが避けきれないその砲撃から身を挺してかばうなど、操縦センスだけでなく反応速度や即座の行動力も相当のものがある。
セシアがオリジナルのエクストリームガンダムを基に製作、パイロットのレオスが操縦・制御できるように「常識的」な機体にデチューン（下方調整）して製作された、赤いエクストリームガンダム（type-レオス）を操縦することになる。オリジナルのエクストリームガンダムのような、人智を超えた絶対的な戦闘能力までは有していないが、レオスがダイブしたGAデータで得た戦闘経験を、最大限に生かす形状に進化することが可能で“極限”の可能性を秘めたガンダムともいえる。
エクストリームガンダム（type-レオス）の各進化形態発動時は、その進化の基となった人物の影響をうけた性格にレオスの性格も変化する。格闘進化形態「ゼノン・フェース」時にはドモン・カッシュなどの、射撃進化形態「エクリプス・フェース」時にはヒイロ・ユイなどの、ファンネル進化形態「アイオス・フェース」時にはキラ・ヤマトなどの影響を受けた性格・口調になる。
全てが終わった後も、いずれ生まれ来る新人類の為に仲間達と共に人類進化の探求を続ける道を選ぶ。また、結果としてセシアの肉体は人類進化には不要となった（人類として目覚める必要が無くなった）事で、彼女にプロポーズした。
レイス・レイス
レオスの女性体。「C.C.世界」においてロラン・セアックと接触するため、セシアによって（ノリノリで）デザインされた。ダークセシアたちもこのプログラムは知っており、『EXA VS』ではマーズIに潜入する際にノーノの趣味で「メイド服バージョン」で使用された（しかも設定と口調まで指定された）。レオス本人にとっては（恥ずかしい過去という意味の）黒歴史で、再びこの姿になった際には恥ずかしさのあまり半泣き状態だった。
セシア・アウェア
声：竹達彩奈
「ホロアクター」と呼ばれる立体映像ナビゲーター。彼女は1体だけではなく複数体存在し、各Gダイバーのナビゲーターを行っている。1つの人工知能で全てのセシア・アウェアの思考を共有しているため、存在する全てのセシアの経験・行動が、全ての彼女に影響する（例を挙げると、キースのセシアが泣いていた時、レオスのセシアも泣き出した）。
1人のGダイバーに付き1体のセシアがナビゲーターとして存在し、それぞれのGダイバーの好みにカスタマイズする事が可能。立体映像でも胸を触られるのは不愉快に感じるなど人間のような思考を持つ。どのセシアも敬語で話す。本来Gダイバー達を平等にサポートする立場ながら、レオスへのサポートを続けるうちに彼との恋に落ちていく。やがてレオス専用機エクストリームガンダム（type-レオス）を生み出し、ダイブの補助のみならず機体のチューンから新フェース開発まで献身的にサポートする。
後に自身もGダイバー同様にGAデータへのダイブが可能となり、GAデータの中でレオスと触れ合える事を喜ぶが、彼を助けるべくダイブしたC.C.世界にてMS操縦技術の無さ故に騒動を起こしてしまった。この事は後にダークセシア達にも引き合いに出されて「操縦がヘタ」と言われ、操縦技術の指南を拒否されてしまった。
その本体は「ジュピターX」の中枢でコールド・スリープで眠る、幾多の戦争の果てに地球圏に残された最後の人類であった。人類再生の希望を模索するため、Gダイバーらパイロットプログラム達を、自身の分身をホロアクターとしてサポートしていた。しかしホロアクターとしての彼女はその事を全く知らず、自身の正体にも気付いていなかった。イクスとの決戦では自身の真実を知り、人間として再生できなくなる危険性を告げられても尚、レオスと共に戦う道を選んだ。
『EXA VS』ではマーズIに誘拐されるが、そこで調べていく内に今まで存在が秘匿されていた「EA（エクソダスアンサー）計画」を知ってしまい、人類とアル・アダを守るためにエクストリームガンダム ディストピア・フェイズをトリムと共に完成させ、愛するレオスを抹殺するために出撃する。しかしその本当の目的は、「協力」の代価にレオスを救う事にあった。結果としてトリムに利用され、レオスのデータを消滅させてしまった事実に耐え切れず自身のデータも崩壊（精神の死）を始めるが、ダークセシア達の想いを受け取った事で自身も進化し、それに呼応して復活したレオスと共にトリムを撃退した。自身の肉体への執着は全く無く、肉体を人質に取られても自分を「元々ホロアクターとしてGダイバーをサポートしていた身」として「たとえ肉体を失ってもレオスと共に人類進化を探求する」と言い放つほどレオスとの絆は強い。
その後はダークセシア達のデータを一部受け継いだ事と、ピーニャとアハトのスパルタ訓練を経てようやくMS操縦技術を身に着け、自身の専用機「エクストリームガンダム type-セシア エクセリア」を駆ってレオスと共に戦う。
レオスのセシア
帽子を気持ち斜めにかぶっている。セシア曰く「モデルになった人物に近い姿でとても気に入っている」とのこと。『EXA VS』ではエクストリームガンダム ディストピア・フェイズに搭乗する際に仮面を着けた。これは元々ときたがネタ半分で描いたものだったが、VSスタジオスタッフに大好評だった事から正式に登場する事となった。そのような経緯からか『がんドモEXA VS』では散々ネタにされている。
キースのセシア
知的な印象で、眼鏡をかけている。番外編ではバグの所為でこの姿でレオスの前に出てしまった。
ピーニャのセシア
少々幼い顔立ち。服装はしょっちゅうカスタマイズされている（ドレス、セーラー服、etc）。番外編ではバグの所為でこの姿のままイクスの前に出てしまったが、イクスには内心では「悪くない」と思われていた。
イクスのセシア
レオスのセシアと似ているが、より大人っぽい顔立ちで胸も大きく、脚はニーソックスではなくストッキング。イクスと出会った頃は少女の姿をしていた。一時イクスの手で解体されるも、修復され再び彼の元に現れる。
ハロ
シリーズ各作品に登場するロボット。今作では腹部にルームナンバーがナンバリングされている。
イクス
声：Gackt
自身を「ex-（読みは同じく“イクス”）」と名乗る、マントを纏っている掴み所のない謎の男。彼もGダイバーであり、セシアの1体が彼にも仕えている他、ダイブ中のGダイバーの監視やダイブルームを介さない直接ダイブなど、様々な特権を持つ。“極限のガンダム”こと「エクストリームガンダム」を創作している。創作のためのデータ回収が滞っており、その建造が遅れていたが、遂に完成する。
かつて、一年戦争末期のア・バオア・クー戦のGAデータでアムロ・レイに挑もうとして失敗。その結果、GAデータに大きな干渉を加えて世界を破滅に導いた。
その正体は、セシアが生み出した、Gダイバー管理プログラムであった。自我が芽生え、進化するうちに自身もその事を忘れてしまっていた。自分が本来プログラムでしかなかったこと、そして所詮ナビゲータープログラムだと見下していたセシアこそが地球圏の唯一の生き残りの人類の分身であった事実を知り、自身が望む新たな世界をゼロから創造しようと、全てのガンダム世界のデータを葬り去ろうとしたが、人類の新たな再生の希望を信じるレオスとセシアによってその野望は打ち砕かれた。
レオスとの最終決戦に敗れ、“絶望の先の希望”を垣間見た事で、レオスとセシアに未来を託し、自身の意思で消滅した。
続編『EXA VS』では自身の欠片から生み出されたトリムに幻影となって語り掛け、覇道を突き進む彼の精神を揺さぶっている。また、元々は最初に生み出されたGダイバー「extra」であり、度重なる過酷な戦闘によるデータの崩壊と再生の繰り返しから本来の任務を忘れた存在であった事が語られる。
キース・オルス
Gダイバーの1人。GAデータの「西暦」にてフォンに再起不能にさせられ、レオスが彼の後任としてA.D.世界に赴くことになる。その後、セシアがレオスに付きっきりの状態に目を付けたイクスに呼ばれた後の消息は不明（イクス曰く「彼の絶望を手に入れた」）だったが、イクスに人格を変更され、ピーニャと共にリボーンズガンダムでレオスを迎え撃つ。セシアの呼び掛けで一度は正気を取り戻したが、最期はイクスによって他のGダイバー達諸共消滅させられた。
続編『EXA VS』では、宇宙世紀世界にダイブした状態（いつ修復されたのか不明だが）で登場。重装フルアーマーガンダムに搭乗していた。アル・アダとの戦いの後は自身とレオスの志の違いを思い知り、一度は再び消滅する事を望んだもののレオスの説得を受けてエグザクターに転身し、データ世界の保全と歪みの修正の為に飛び回っている。以前とは別人のような頼もしい雰囲気となっており、宇宙世紀世界にダイブしてピンチに陥っていたセシアを助けた。
ローカイ
GAデータの「未来世紀」で情報収集を行い、Gダイバーの行動をサポートするエグザクター。
ピーニャ・ハーシー
Gダイバーの1人。テンションが高く、所有する13番のハロを弄ったり、自分のセシアにドレス着用にカスタマイズするなど奔放な少女。好みのタイプはクール系男子であり、熱血系や一定以上の年上には興味は無い。
ヒイロを「星の王子様」と呼んで執着を見せており、たびたび対戦している。作中後半ではセシアがレオスの危機を脱却させるための使いにされる事が多くなっており、本人の姉御肌な性格から断り切れず何度も駆り出される苦労人の面が強く描かれている。
イクスがエクストリームガンダムのタキオン・フェイズを完成させるために、彼女からエクストリームガンダム（type-レオス） ゼノン・フェースに関する記憶を抜き出す。記憶を抜き出された彼女は無事だったものの、抜かれた記憶の部分が曖昧になっていると自覚している。
エクリプスフェースを発動させたレオスがヒイロに似た言動になったことで、彼にも執着を見せるようになり（逆にゼノンフォースでは引いていた）、彼が進化の兆しを見せ始めてからはその確認を得るために今までのレオスの戦闘データの追跡調査に挑んでいく事になる（『EXA VS』にて、これは管理コンピューターにハッキングしたアル・アダに仕向けられていた事が明かされる）。
最終的にイクスによって解体、再構成されてキースと共にHi-νガンダムでレオスを迎え撃つ。一度はセシアの呼び掛けで正気を取り戻すも、その後はイクスによって他のGダイバー達諸共消滅させられた。この際は髪を下ろしており、口調も変わっているが、『がんドモEXA』ではそれをネタにされていた。
続編の『EXA VS』では、経緯は不明だがプリモが彼女のデータを回収しており、再構成される。イクスに解体された時の記憶から彼に強い恨みを持っているが、イクスによって再構成された時の記憶はなく、イクスが既に消滅している事も当初は知らなかった。またプリモやハナヨに体よく利用されることもあり、観察するGダイバー、補佐するホロアクター、そして観察されるGAデータというヒエラルキーが崩壊し、三者が同等の存在となったことを示した。ディストピア・フェイズとの戦いではハナヨに振り回され、状況が呑み込めないままダークセシア達を導き、セシアとレオスの復活に貢献した。
ユウザ・シンドウ
「烈火のユウザ」の異名を持つジュピターX伝説のGダイバー。レオスが赴任する前に死んだはずだったが、イクスが掌握した管理コンピュータ内部のデータから再起動され、ゴッドガンダムでレオスに一騎討ちを挑む。
『EXA VS』ではキースと共に再生された事が語られるが、直接の登場は無い。
元ネタは『SDガンダム英雄伝』の主人公の一人、真導勇座。

#### マーズI
アル・アダ
EXA VSから新たな敵勢力として登場する宇宙ステーション「マーズI」の統率者である男性。名前の由来は「Ultimate・Adam（アルティメット・アダム）」。同じ数少ない人間であるセシアのことを「真実の姫」と称しており、ある目的のために彼女をジュピターXから強奪、全てのGAデータの破壊を企み、レオスの抹殺に動き出す。
今作の世界では数少ない「肉体を持つ人間」であるが、GダイバーのようにGAデータにダイブ出来る。パイロットとしての技量は高く、A.G.世界でザ・ガンダムを駆ってガンダムAGE-1とジェノアスを一撃で撃破する程。また、U.C.世界ではフェネクスを駆ってダークセシア2人のエクストリームガンダムRを相手にしていながらも彼女たちを圧倒していた。
type-レオスII VS.のリミッターを解除させたロウ・ギュールに対して感謝の意を述べると共に、自身が持ち込んだ技術データを元にGストリームを改良させてエクストリームガンダムType-アル・アダにさせる事を依頼させ、スプレマシー・ギアの本体の完成と共に自身が望む「史上最大の戦い（アルティメット・コンクエスト）」の発動の準備を進めていく。そして巨大な追加アーマー「スプレマシー・アーマー」の完成と共に、量産したGストリームと共にGAデータへの本格的な破壊活動を開始、レオスのType-レオスII Vs.と交戦した。戦闘の途中でスプレマシー・アーマーを呼び出し、激しい戦闘を繰り広げるが、最終的にレオスとの戦闘で機体を大破させられてしまった。
その後、レオスに今回の戦いの意味とそのきっかけとなった「EA(エクソダスアンサー)計画」について語り、終わりの見えない永い航海とその為に地球を捨てると言う決断に納得が行かなった為、せめて戦いの中で死のうと決意するまでに至ったことを伝えた上で人類として死ぬ事を望んだものの、本物のセシア・アウェアによる介入で強制的にダイブオフさせられた。その後はセシアによって精神をブロックされている。
後に自身かセシアのどちらかに問題が生じた場合、もう一方の肉体の安全を図るシステムを備えていた事が明かされ、セシアの肉体はサターンIIへと移動させられていた。更に各ステーション間のネットワークを切断するプログラムなどを残してレオスやトリム達の妨害を行い、怒ったトリムによってホロデータを破壊された。最終的には精神を含めて再生され、レオス達の人類進化を見守る立場を取る。
ゲームと違って、コミックでは最終的な敵となるトリムと対立するまでの間を繋ぐ別の敵が必要であった為、その役割として生み出されたキャラである。
ダークセシア
アル・アダがセシア・アウェアのホロアクターデータを元に構築した4人のホロアクター。それぞれ性格や姿が異なるが、共通しているのは「全員がレオスにホの字」と言うことで、レオスにちょっかいをかけるが本気で嫌がることはしない。全員が自らをセシア・アウェア・○○○と名乗るが、アル・アダはその事に関して警告している。当初はレオスの敵として現れたものの、元より創造主であるアル・アダに対しての忠誠心はセストを除いて一切無く、最終的には三人がレオスの側に寝返っている（アル・アダ自身もそれを見越して彼女達を生み出した）。
専用機としてエクストリームガンダム（type-ex）の各フェーズを固定装備化した少数生産機「エクストリームガンダムR（通称・[Re.phase.r]）」をもつ。
ピーニャからは見た目から「おチビ」「根暗」「体育系」「お色気」と呼ばれている。4人とも当初は黒い服を着ていたが、後にオリジナルと同じホワイトカラーになる。
セシア・アウェア・プリモ
声：竹達彩奈
リフェイザー・ミスティックのパイロットで、マーズIに所属するダークセシアの一人。「遊び」という言葉を多用する他、同じ台詞を3回言う癖がある。ジュピターXにいる本来のセシアに比べてよりはるかに幼い容姿をしており、無邪気で舌っ足らずで言動も子供っぽく、一見無邪気な性格に見えるが、その実ダークセシアの中でもかなり残酷で腹黒く、仮面の下に底知れぬ顔を秘めた、4人の中でも特に異質で危険な存在である。また、トリム（後述）を利用してアル・アダにも極秘で何らかの陰謀を進めている。
型番は「MY-AA」で「プリモ」とはイタリア語で「1」の意味。ダークセシアの中で唯一基礎データのみから構築されており、セシア本人からは感情などのデータを受け継いでいない。そのため、当初はオリジナルやセスト、アハト、ノーノが持つレオスに対する好意を理解できなかった。しかし、レオスという人物を知る内に好意を抱くようになり「オリジナルから引き継いだデータなどではない自分自身の感情」として大事にするようになる。そしてセシアに戦う力と気概を与え、トリムとともにアル・アダと戦わせて共倒れにさせることで、自らが代わりにレオスを独占すること企む。しかし、プリモの思惑に反し、セシアは力と気概をレオスに向ける。計画が狂った事で、レオスを救うべくオリジナルのセシアを助ける方針に変更し、ピーニャや他のダークセシア達と協力してセシアを進化させ、レオスも救った。
その後はダークセシア達と共にジュピターXに異動するが、再び動き出したトリムと対峙した際に突如として「セシアの肉体を得る」為に彼の側に寝返り、敵としてレオス達と戦う。しかしその真の意図は、トリムの懐に入り込んで彼を始末し、レオスに褒められる事だった。
前作でレオスとセシアが「正暦」のGAデータにダイブしている隙を突いてジュピターXに潜入し、サブホロナビと称してイクスとピーニャに接触し、ジュピターXの内部データを入手したが、その直後に一度フォンに始末されている。この際にフォンに何時でも始末できるようにとウイルスを仕込まれていた事が後に明らかになる。そのウイルスは周囲に拡散し、ホロデータの本体をも破壊し尽くすため、謂わば人間爆弾のような状態になっていた。後にそのコントローラーを奪った事で、自身の行動のけじめとしてトリムを道連れにしようと目論むが、既に対策を取られていた為に自分だけが消滅する。しかしダークセシア達に再生され、完全に改心した。
セシア・アウェア・セスト
声：竹達彩奈
リフェイザー・カルネージのパイロットで、マーズIに所属するダークセシアの一人。右眼を覆うマスクが特徴の美女。スパッツを着用している。ジュピターXにいる本来のセシアに比べて内気で引きこもりな性格だが、ちょっとした拍子で狂気を全面に出した状態に変貌する。また、台詞の節々で「愛」「純愛」という言葉を多用し、陰鬱で執念深い言動をとる、所謂中二病キャラだがレオスに誉められた時は乙女の表情になることある。腐女子属性ありで、レオスとアル・アダを絡ませたBLものの薄い本を描いている。型番は「CA-B6」で「セスト」とはスペイン語で「6」の意味。
ダイブプログラムの操作に秀でており、対象者を模した「身代わり人形」を通じて強制的にダイブオフさせることができる（アル・アダには通じなかった）。
「EA(エクソダスアンサー)計画」を実行したアル・アダに従い、ダークセシアの中で唯一レオスに敵対する。
最終決戦ではレオスの前に立ちはだかるも、「Extreme-Application」を起動させたレオスによって瞬殺され、ダイブオフできないまま機体と共に爆散し消滅する。
セシア・アウェア・アハト
声：竹達彩奈
リフェイザー・タキオンのパイロットで、マーズIに所属するダークセシアの一人。ジュピターXにいる本来のセシアに比べて非常に男性的な性格で、女性らしからぬ粗暴な台詞が目立つ。また、台詞の節々で「ケジメ」という言葉を多用する。型番は「TA-D8」で「アハト」とはドイツ語で「8」の意味。
レオスに対して本気の愛情を抱いており、「ホロアクターのレオスは、ホロアクターのセシア（つまり自分）と結ばれるべきなんだ」と口にしたこともある。
セシア・アウェア・ノーノ
声：竹達彩奈
リフェイザー・イグニスのパイロットで、マーズIに所属するダークセシアの一人。巨乳。ジュピターXにいる本来のセシアに比べてより大人っぽい姿で華麗なお嬢様のような雰囲気だが、その実ダークセシアの中でも特に情熱的な性格でちょっとした拍子で恍惚な表情をし、倒錯的な台詞を口ずさみながら喘ぎ声を発するようになる。また、台詞の節々で「快楽」という言葉を多用する。一方でメンタルは脆い部分があり、不測の事態には弱い。型番は「IG-F9」で「ノーノ」とはポルトガル語で「9」の意味。
レオスと直接的に接触したとして、アル・アダに処分と称してELSとの激戦が行われている西暦世界のGAデータに捨てられてしまうが、プリモがダイブさせた（普段は邪険にしている）テミス・キロンに助けられる。
前作終盤ではジュピターXに潜入したプリモのサポートとして送り込まれており、A.W.世界のGAデータから戻ってきたレオスの前にセシアを名乗って現れるも、即座に「お前はセシアじゃない」と否定され、マーズIに戻されている（しかし本人はアハトとセストにレオスの事を惚気気味に語っていた）。そういった経緯もあってかレオスへのアピールも特に積極的だが、作中ではテミスと絡ませられる事が多い。
イクス・トリム
声：竹内順子
セシア・アウェア・プリモがA.G.世界から抜擢し、レオスとセシアを引き離す切り札として育てているGダイバー。外見はまだ子供で、Gダイバーとしての腕も未熟。当初はセシアの世話役を務めたり、アル・アダからセシアを取り戻すべくレオスに協力していたが、度重なる戦闘で能力を上げていくうちに徐々に冷酷で野心的な本性を現していく。
フォンは彼の正体に対して薄々感づいており、その正体はプリモが回収したイクスのデータを再構成した存在で、元々はトリムとセシアがアル・アダと共倒れすることを目論んで再生させた存在であった。型番は「EX-A667」。
しかしプリモの思惑に反し、トリムに唆されたセシアはアル・アダではなくレオスと涙の死闘を展開する。トリムの目的はセシアをレオスと心中させ、自分だけが生き残って自らの手で人類進化の探究を遂行する事であった。
目的を実現させる為に邪魔となるセシアを言葉巧みに誘導し、彼女にアル・アダの精神を封印させ、なおかつ彼女の手でレオスを消滅させた。レオスの死にセシアが耐え切れない事を想定しており、セシアのホロボディを崩壊させかけるまで追い詰めるも、プリモ達ダークセシアによるフォローで立ち直ったセシアと彼女の呼びかけに応えて進化したレオスの復活によって形勢が逆転、ディストピア・フェイズを破壊されてしまった。
ディストピア・フェイズのコアユニットである「エクストリームII・AXE」で脱出後は新たな戦いを予兆するかのような言葉を残してレオス達の前から姿を消す。その後はマスター・アジア、シャア・アズナブル、ゼクス・マーキス、ティエリア・アーデ（女性体）と言ったGAデータの人物を集めて人類進化同盟を結成。母なる地球を「彼女」と呼び、地球環境を保全した後にGAデータの中から優れた人間に肉体を与える形で地球再生と人類進化を成し遂げようと目論んだ。
最終決戦では自身を極限の管理者「Extreme-Administrator」「EXA（エグザ）」と称し、嘗てのイクスのような口調へと変貌する。極限のGAデータ管理権限を行使し、ダークセシア三人を瞬殺するほどの圧倒的な力を発揮するも、「極限の願い」に応え、「Extreme-Application」を起動させたレオスとセシアに敗北。互いに学び、それぞれが良いと思う方法で新人類を進化させるというレオスの申し出を受け入れ、一先ずの和解をする。
名前の元ネタは「エクストリーム」で、『マキシブースト』のスタッフロールでは「ex-treme」という表記になっている。

#### サターンII
テミス・キロン
EXA VSから登場する宇宙ステーション「サターンII」の予備（リザーヴ）Gダイバー。
レオスにマーズIとアル・アダの脅威を警告し、行動を共にする。が、気弱な性格といま一つな技量のためにあまり役に立っていない。また、本来は格下なはずのホロアクターであるノーノからは上から目線で邪険にされ、ギャグタッチではあるが足蹴にされたり鞭打たれたりしている。その後、サブホロナビとして再潜入したプリモに簡易版のエクストリームガンダム「Gストリーム」を与えられ、レオスへの加勢と騙されてノーノの救援に行かされてしまう。
サターンIIは前述の通り、長い年月の間に「守るべき人類」を失っていたためか嗜好品の類が貧弱になっていたらしく、ジュピターXの豊富なメニューには感激していた。
アル・アダとの決戦ではプリモに騙されてサターンIIにいたため最終決戦に参加できなかった。が、そのサターンIIでセシアの肉体という予想外の代物を発見してしまう。通信も出来ずサターンIIに閉じ込められていた所を迎えに来た（来させられた）ノーノと再会するが、セシアのカプセルが強制排出される際に後を追うべく、データとしてカプセルのユニットにインストールし、マーキュリーIIIという行き先を突き止めたもののトリムによってカプセルを奪われてしまう。その後も戦闘での活躍こそ無かったものの、データ崩壊を防ぐべくサターンIIの管理コンピューターにダイブするなど、裏方として仲間の支えとなった。最終的には生還した模様で、決戦後はノーノに肘打ちされながらサターンIIのGAデータの歪みをレオスに報告していた。

### 各世界の人物
GAデータの内のキャラクター。

#### C.E.世界の人物
コズミック・イラの世界の人物。
叢雲劾（ムラクモ・ガイ）
傭兵部隊サーペントテールに所属する傭兵。自分に戦いを挑むレオスを返り討ちにするが、毎回致命傷を避けて倒していた。レオスはこれを利用し、彼に何度も挑むことで戦闘訓練を重ねた。
『EXA VS』ではGA世界を渡り歩く力を得たフォンに決闘を挑まれ、これを返り討ちにする（フォン自身は互角と言い張っていた）。
イライジャ・キール
傭兵部隊サーペントテールに所属する傭兵。
キラ・ヤマト
オーブ軍のパイロット。種を持つ者であり、レオスはアイオス・フェース完成のためダイダロス宙域で戦闘するキラのストライクフリーダムを見ることでデータの収集を行った。
C.E.世界最強のパイロットとされ、ゼノン・フェース、エクリプス・フェースを完成させた後のレオスをもってしても「あの戦いに割って入る技量はオレにはなかった」と言わしめるほど高い戦闘能力を持つ。
プロフェッサー
ジャンク屋を営む女性。原作では詳細不明な立場だったが、今作ではC.E.世界に潜入しているエグザクターとなっている。
ロウ・ギュール
自称「戦うジャンク屋」。レオスがヴァリアント・サーフェイスを完成させるために協力を依頼した人物。その後、アル・アダのGストリームを改良させる事に対して「全力でぶつかるならそれでいい」と快く引き受け、スプレマシー・ギアを完成させる。ただし強化ユニットはかなり大型になるのでアメノミハシラのファクトリーでは作れないと言い、設計図が入ったディスクを渡した。

#### A.D.世界の人物
西暦の世界の人物。
なお、刹那達の時間軸は西暦2313年（劇場版の1年前）、フォン達の時間軸（単行本第1巻時点）はそれより前（00Iの後）となっている。
フォン・スパーク
フェレシュテの元ガンダムマイスターの傭兵。言動や態度だけでレオスやキースが自分達の世界の人間ではないことを看破する。レオスを難なく倒すが、別の世界で彼が手に入れた力（大剣を使用した劾の戦い方）に興味を持ち、他の世界を回って力を付けた後、再度自分と戦うよう言い残し無傷で帰した。
その後レオスの進化に興味を示したイクスに戦いを挑まれ、エクストリームガンダム タキオン・フェイズと交戦し重傷を負う。
この際、イクスから自身がA.D.世界において何一つ足跡を残していないと語られるが、逆にイクスにやられた傷（身体がほぼ真っ二つになっていた）を利用して記憶を保持し、ピーニャの意識に仕込んだウイルスでジュピターXにクラッキングを仕掛けてホロアクターとして他のGAデータを渡り歩く術を手に入れた。そのウイルスは駆逐されたものの、フォンのホロアクター自身は管理コンピューターの根幹に入り込んだままで、その後もハナヨと共に世界を渡り歩いている。イクスとの決戦ではジュピターXに潜入してデータを盗んでいたプリモを一度消滅させている。
『EXA VS』ではGAデータに介入してトリムに接触したり、劾との私闘に臨むなどしつつ、ハナヨには本性を現したトリムとの戦いでレオス達をサポートするように命じていた。終盤には再びレオス達の前に現れ、プリモにウイルスを仕込んだ事を明かし、その起爆スイッチを渡しながらトリムの行く先を伝えた。レオスとトリムの決戦後も気ままにGAデータを渡り歩き、独自の活動を続けており、エピローグではアル・アダと会話している。
ガンダムマイスター874 / ハナヨ
フォンに付き従うイノベイドの少女。ホロアクター化したフォンと触れ合う事が出来るようになり、共に他のGAデータに旅立つ。ジュピターXにも頻繁に現れてピーニャを振り回しているが、言葉少なく最低限のことしか伝えないので「でんでん虫」と呼ばれており、その都度「874です」と返している。彼女の出すハンバーガー（ホログラム）がピーニャの好物となった為、度々そのネタが描かれている。セストの事は格好いいと思っている。
刹那・F・セイエイ
ソレスタルビーイング（CB）のガンダムマイスターである純粋種のイノベイター。地上でのミッションのためガンダムエクシアリペアIIIで出撃し、レオスと交戦する。イクスの乱入により撤退した後は、仲間たちと共にダブルオーライザーに乗り換え宇宙で再戦、その際トランザムバーストでレオスを理解し、和解した。
ロックオン・ストラトス（ライル・ディランディ）
CBのガンダムマイスター。宇宙でのミッションのためケルディムガンダムサーガで出撃するが、イクスとの交戦で負傷する。
スメラギ・李・ノリエガ
CBの戦術予報士。
アレルヤ・ハプティズム
CBの元ガンダムマイスターである超兵。一時CBから離れており、恋人のマリー・パーファシーと共に巡礼の旅に出ていたが、エクストリームガンダムの出現を機に呼び戻される。
ティエリア・アーデ
CBの元ガンダムマイスターであるイノベイド。ヴェーダと一体化して人類の発展を見守っていたが、エクストリームガンダムという「新たなガンダム」の出現に際し、新たな肉体とラファエルガンダムを携えCBに合流する。
その後、トリムに賛同しメガネを外した女性の姿になって「ドール」というコードネームを与えられ、協力する4人の一人として行動していた。本来の目的は共に戦った西暦世界の仲間たちを人間として再生するというもので協力後の実行という契約でトリムに協力していたが、レオスたちとの対話から世界の運命を託すことを決めた。
マリナ・イスマイール
アザディスタン王国第一皇女。真夜中にレオスの訪問を受ける。
イオリア・シュヘンベルグ
CBの創設者。刹那達と和解し帰還した後、西暦2091年にダイブしたレオスの訪問を受ける。
テリシラ・ヘルフィ
情報収集型イノベイドの医師。ティエリアによって救出されたロックオンおよびイクスにやられたフォンを治療した。
アリー・アル・サーシェス
リボンズ・アルマークの私兵として活動していた傭兵。正史ではELS襲来以前にロックオン（ライル）に殺されたはずだったが、アル・アダに処分と称してELSとの激戦が行われている西暦世界のGAデータに捨てられてしまったノーノとプリモがダイブさせたテミスの前に、アルケーガンダムで姿を現し、ELSと共に襲い掛かる。

#### F.C.世界の人物
未来世紀の世界の人物。
ドモン・カッシュ
『Gガンダム』の主人公。ネオジャパン代表のガンダムファイター。格闘戦に特化した世界でのデータ回収のためにやって来たレオスから、キョウジの情報を聞き出すためにガンダムファイトを行った。
レイン・ミカムラ
ネオジャパンのサポートクルー。ドモンの戦闘を見守る途中、ローカイを発見する。
東方不敗マスター・アジア
ドモンの師匠にして、ネオホンコン代表のガンダムファイター。トリムに賛同して協力する4人の一人として行動しており、「マスター」というコードネームを与えられている。

#### U.C.世界の人物
宇宙世紀の世界の人物。GAデータにはU.C.世界（宇宙世紀の世界）とは別に、『機動戦士ガンダム THE ORIGIN』を元にした世界も存在する。また、本編以前にイクスが破壊したア・バオア・クー戦のGAデータ世界なども存在する。本稿では、そういった世界もともに記載する。
フォルド・ロムフェロー
ガンダム5号機の連邦軍パイロット。ルースと共にイクスの重装フルアーマーガンダム7号機を目撃した。
ルース・カッセル
ガンダム4号機の連邦軍パイロット。ア・バオア・クー戦に参加していた事から（本来では参加前に戦死している）、ifストーリー上のルースとされる。
プロト・ゼロ
連邦軍の最初の強化人間。本作ではEXAMシステムの実験体とされており、EXAMにより精神が不安定になっている。
シャア・アズナブル/クワトロ・バジーナ
U.C.世界では、クワトロ・バジーナの時期に、マリオンの導きによりレオスと出会う。『EXA VS』第2部では、ネオ・ジオン総帥の時期にトリムに賛同して協力する4人の一人として行動しており、「コメット」というコードネームを与えられている。
ジ・オリジン世界にも登場。
マリオン・ウェルチ
EXAMシステム開発に携わっていたニュータイプの少女。一年戦争後は軍を離れていたが、プロト・ゼロにEXAMシステムの欠片が残されているのを知り、自身を含めて全てのEXAMを葬ろうとした。レオスが別の世界からやって来るのを予見し、ゼロを脱走させるためにレオスを利用した。
ザビーネ・シャル
木星帝国に寝返った元クロスボーン・バンガードのパイロット。
ドゥガチとの謁見中に現れたレオスに不審を抱き、MSでの一騎討ちを挑んだ。
クラックス・ドゥガチ
木星帝国総統。自身からニュータイプを学びに来たレオスを受け入れる。
キンケドゥ・ナウ
『F91』の主人公だが、本作ではキンケドゥ・ナウの時期（『クロスボーン』の時期）に登場。
トビア・アロナクス
『クロスボーン』の主人公。ディビニダドからドゥガチのニュータイプバイオ脳の技術を学ぼうとするレオスにその無意味さを説く。その後レオスは「進化することだけが人類の未来を切り拓くのではない」という彼の言葉にバトル以上の価値を見出す。
アムロ・レイ
『機動戦士ガンダム』および『ジ・オリジン』の主人公。ジ・オリジン世界に登場。
カイ・シデン
ジ・オリジン世界に登場。
セイラ・マス
ジ・オリジン世界に登場。
フラウ・ボゥ
ジ・オリジン世界に登場。
ララァ・スン
ジ・オリジン世界に登場。イクスがある力に触れたことやララァの決意を知ったことで、ア・バオア・クー戦のGAデータ世界を破壊した過去を持つイクスに、同様の破壊を思い留まらせている。
バナージ・リンクス
『機動戦士ガンダムUC』の主人公。レオスがヴァリアント・サーフェイスを完成させるために必要なサイコフレーム技術を学ぶために接触した人物。
フル・フロンタル
レオスたちを拘束して対面し、常人なら信じないであろうレオスたちの素性とデータ世界に関する説明をも受け入れた。その上で己と似たところのあるアル・アダに関して「何をするにせよ、「空っぽな」心を満たすために忠実な臣下を必要とするだろう。つまりは軍隊を造ろうとするだろう」と予測する。

#### A.C.世界の人物
アフターコロニーの世界の人物。
ディック・ヒガサキ
本作ではGダイバーのサポートをするエグザクターとして登場。
ヒイロ・ユイ
「A.C.世界」に初めて来たレオスのターゲット。ピーニャから「星の王子様」と呼ばれ、半ばミーハー的に執着されている。
デュオ・マックスウェル
「A.C.世界」に初めて来たピーニャのターゲット。
トロワ・バートン、カトル・ラバーバ・ウィナー、張五飛
イクスの乗るエクストリームガンダムにより、各搭乗ガンダムが破壊されている。本人たちは本編には未登場で、生死も不明。
ロッシェ・ナトゥーノ
「C.C.世界」からジュピターXへの帰還に失敗したピーニャに偶然接触、ガンダムアスクレプオスを奪われてしまう。
アディン・バーネット
エグザクターのディックと接触すべく資源衛星都市「MO-V」へ向かっていたピーニャを兄の敵と勘違いし、迎え撃つ。ピーニャは彼にわざと負けることで何とかジュピターXへの帰還を果たした。
ゼクス・マーキス
OZに所属している時期にトリムに賛同して協力する4人の一人として行動しており、「バロン」というコードネームを与えられている。

#### C.C.世界の人物
正暦の世界の人物。本作では正暦の世界のGAデータは「データ内で偶然発見された本当に過去の世界なのかもわからない世界」とされており、他のGAデータ世界の全てとの連動がみられる。この世界の崩壊は他のGAデータ全ての連鎖崩壊に繋がる恐れがあるとされる。
ロラン・セアック
「C.C.世界」に初めて来たレオスのターゲット。過去の経験からレイス（レオス）が男性であることを見抜く。
ソシエ・ハイム
ロランに馴れ馴れしく近づくレイス（レオス）に不信を抱く。
メシェー・クン
イングレッサ・ミリシャのパイロット。ソシエの親友。
コレン・ナンダー
僧侶のようないでたちでさすらっていたが、∀ガンダムの月光蝶を見て黒歴史時代の生き残りとしての記憶を取り戻し、ロラン達と合流し、イクスの存在をレオスに伝えた。
シド・ムンザ
マウンテン・サイクルに出現したエクストリームガンダム（type-レオス）とレイス（レオス）に偶然遭遇する。
ハリー・オード
ディアナ・カウンターの使者としてロラン達と合流し、ギンガナムに挑む。
キエル・ハイム
ディアナと入れ替わり、ディアナ・カウンターを指揮している。
ディアナ・ソレル
キエルと入れ替わった月の女王。
フィル・アッカマン
ディアナ・カウンターの指揮官。
アグリッパ・メンテナー
月の「冬の宮殿」の管理を司るメンテナー家の当主。イクスとギンガナムによって黒歴史が解放され、狼狽する。
ギム・ギンガナム
レオスに化けたイクスの導きで本来の歴史より早くターンXを完成させ、ミスティック・フェイズの完成に一役買うことになる。

#### A.W.世界の人物
アフターウォーの世界の人物。
ガロード・ラン
「C.C.世界」での戦闘後に「C.E.世界」へのドリフトダイブに失敗し、「A.W.世界」に迷い込んだレオスとセシアがジュピターXへ帰還すべくEXA・フェースを再起動するための高エネルギーを求めて接触した人物の一人。レオスは彼らとの共闘により、「本当に変えてはならないのは人の心だ」と悟る。
ティファ・アディール
EXA・フェースを再起動するための高エネルギーを求めて接触した人物の一人で、人の心が読めるニュータイプ少女。セシアはGAデータを監視する為に彼女と行動を共にした。
ジャミル・ニート
アルタネイティヴ社ラボの襲撃に際し、レオス達に戦闘を助ける代わりにガンダムXのシステムでエネルギー問題を解決することを約束した。
オルバ・フロスト
協力者を装い、陸上戦艦フリーデンに潜入していた新連邦のエージェント。ティファとセシアを連れ出し、アルタネイティヴ社に連行した。
シャギア・フロスト
オルバの双子の兄。オルバと入れ替わる形でフリーデンを襲撃した。
フォン・アルタネイティヴ
アルタネイティヴ社社長。ティファと一緒にセシアを連れてきてしまったフロスト兄弟を「役に立たん男」と罵倒する。

#### A.G.世界の人物
アドバンスド・ジェネレーションの世界の人物。
フリット・アスノ
『機動戦士ガンダムAGE』第1部の主人公。

#### 隊長のザクさんの世界の人物
番外編でダイブした『機動戦士ガンダムさん』の世界の人物。ベースは原作のサブストーリー『隊長のザクさん』であり、MSが擬人化されている為、ダイブしたレオスも「ブルーディスティニー2号機さん」と化してしまった。レオスから見れば「何故か誰もMSから降りず、食事もMSのまま取る」という奇妙な世界となる。
ザク隊長
ソロモン駐留の1隊の隊長の悲しき中間管理職。擬人化したザクII。新たに配属されるブルーディスティニー2号機さんにビビっていたらしい。ガンダムさんを前にして震えていた際には「前世が武者ザクだから武者震い」だと誤魔化していた。
ゲルググさん
ザク隊長の部下。擬人化したゲルググ。ブルーディスティニー2号機さんとなったレオスを「仲間とは言え撃ちたくなる」と言っており、後に本当に撃ってしまう。
ドムさん
ザク隊長の部下。擬人化したリック・ドム。
ガンダムさん
ガンダムが擬人化した、「白い悪魔」と呼ばれ恐れられる女MS。ブルーディスティニー2号機さん化したレオスに抱き着いて彼にトラウマを与えてしまった。

## 登場機体
●が付いている機体は、作中にてレオスが搭乗した機体。
☆が付いている機体は、作中にてピーニャが搭乗した機体。
◇が付いている機体は、作中にてキースが搭乗した機体。
▲が付いている機体は、作中にてイクスが搭乗した機体。
■が付いている機体は、作中にてアル・アダが搭乗した機体。
▽が付いている機体は、作中にてテミス・キロンが搭乗した機体。
それ以外の機体は特記のない限り正史と同じパイロットが搭乗している。
コズミック・イラ
- シビリアンアストレイJGカスタム●
- ストライクノワール●☆

C.E.世界でGダイバーが使用可能な機体の中で最強とされる。
- アストレイ ブルーフレーム セカンドリバイ
- デストロイ☆

本機はファンフェルト・リア・リンゼイ搭乗機とされる。
- ヴァンセイバー改
- ストライクフリーダム
- デスティニー■
- レジェンド
- ブレイズザクウォーリア

西暦
- ジンクスIII◇
- 1.5ガンダム●☆

本機はレイヴ・レチタティーヴォがリボンズ・アルマークに引き渡した機体とされる。
- ガンダムアストレアTYPE-F フォン・スパーク専用機
- ガンダムエクシアリペアIII
- ガンダムデュナメスリペア●
- ケルディムガンダムサーガ
- ダブルオーライザー（粒子貯蔵タンク型）
- スサノオ☆
- ガガ
- ダブルオークアンタ

最初のダイブ時にはレオスの悪夢に現れるのみで未登場。その際のダイブにより正史より早く完成した。
- ラファエルガンダム
  - ラファエルガンダム ドミニオンズ

イクスのエクストリームガンダムの介入により、正史より早い登場となった。正史でのパイロットは不明だが、本作ではティエリア・アーデが搭乗している。
- ガンダムハルート
- ガンダムサバーニャ

武装の完成が間に合わなかったため、GNアームズTYPE-Dの予備機とドッキングし出撃した。
- リボーンズガンダム◇

イクスが掌握した管理コンピュータ内部のデータからキースと共に作り出した機体の一つ。
- アルケーガンダム

本来実装されていないトランザムを搭載している。
未来世紀
- ノブッシ
- ヤマトガンダム●☆
- シャイニングガンダム
- デスアーミー
- ゴッドガンダム

イクスが掌握した管理コンピュータ内部のデータからユウザと共に作り出した機体の一つ。
宇宙世紀
- 重装フルアーマーガンダム◇→ガンダム7号機▲
- ガンダム4号機
- ガンダム5号機
- ガンダム試作4号機●
- プロトタイプ・ガンダムMk-II
- ブルーディスティニー3号機改（ジム頭）

『GUNDAM EXA』のオリジナル機体。マリオン・ウェルチが搭乗。『模型戦士ガンプラビルダーズ ビギニングG』に登場したブルーディスティニー1号機GPBカスタムと同じ形状。
- ジム・クゥエル

ジェリド・メサ、カクリコン・カクーラー、エマ・シーンが搭乗。
- 量産型ガンダムF91●

右肩に『91-117』とマーキングされている。
- クロスボーン・ガンダムX2改

レオスのエクストリームガンダム（type-レオス） エクリプス・フェースとの戦闘時ではABCマントを装着。
- クロスボーン・ガンダムX1改
- クロスボーン・ガンダムX3
- ディビニダド
- Hi-νガンダム☆

イクスが掌握した管理コンピュータ内部のデータからピーニャと共に作り出した機体の一つ。
- ジオング(完成機)■

ジ・オリジン世界に登場。
- ユニコーンガンダム
- クシャトリヤ
- リゼル▽
- フェネクス■

ジ・オリジン世界
- ガンダム
- ゲルググ
- エルメス
- ガンタンク▽

アフターコロニー
- ジェミナス1号機 高機動装備●
- ジェミナス2号機 陸戦重武装装備☆

G-UNIT本編で設定されながらも未登場だったものを使用している。
- ウイングガンダム（EW版）
- ガンダムデスサイズ（EW版）
- ハイドラガンダム☆
- ウイングガンダムゼロ（EW版）
- トールギスIII☆
- ガンダムアスクレプオス☆

正暦世界で登場。コミックボンボン版『∀ガンダム』と同じくマウンテンサイクルから発掘されたもの。
正暦
- ∀ガンダム
- ターンX
- カプル
- コレン専用カプル
- スモー

アフターウォー
- ガンダムX
- ガンダムアシュタロン
- ガンダムヴァサーゴ
- グランディーネ

アドバンスド・ジェネレーション
- ガンダムAGE-1
- ジェノアス▽
- ガフラン
- ザ・ガンダム■

機動戦士ガンダムさん
- ガンダムさん
- ブルーディスティニー2号機さん●
- 隊長のザクさん
- ゲルググさん
- ドムさん

番外編にて登場。パイロットとしてではなく「MSそのもの」として活動する世界でレオスは散々な目に遭った。
オリジナル
- エクストリームガンダム▲
  - エクストリームガンダム カルネージ・フェイズ
  - エクストリームガンダム タキオン・フェイズ
  - エクストリームガンダム イグニス・フェイズ
  - エクストリームガンダム ミスティック・フェイズ
- エクストリームガンダム（type-レオス）●
  - エクストリームガンダム（type-レオス） ゼノン・フェース
  - エクストリームガンダム（type-レオス） エクリプス・フェース
  - エクストリームガンダム（type-レオス） アイオス・フェース
  - エクストリームガンダム（type-レオス） EXA・フェース
- エクストリームガンダムtype-レオスII VS.●
- エクストリームガンダム type-セシア エクセリア
- エクストリームガンダムR
  - エクストリームガンダム リフェイザー・タキオン
  - エクストリームガンダム リフェイザー・カルネージ
  - エクストリームガンダム リフェイザー・イグニス
  - エクストリームガンダム リフェイザー・ミスティック
- Gストリーム▽☆

マーズIにて開発されたエクストリームガンダムの量産機。
- スプレマシー・ギア■
  - スプレマシー・アーマー

ロウがアル・アダが持ち込んだ技術データを元にGストリームを改修した機体で、スプレマシー・アーマーはスプレマシー・ギアの強化モジュールユニット。
- エクストリームガンダム ディストピア・フェイズ

セシアがアル・アダを倒そうとするレオスを阻止するためにトリムと共に制作し、自ら搭乗する新たなエクストリームガンダムで、全てを滅ぼすために作られた「極限殲滅機体」。
- エクストリームガンダムMk-II AXE

### 本作オリジナル機体

#### Gストリーム
機体解説
マーズIのアル・アダがジュピターXから強奪したエクストリームガンダムのデータを基に自軍のために量産した機体で、その外見はエクストリームガンダム（type-イクス）からブレードアンテナを外してメインカメラをゴーグルタイプに変更した簡易版といった風貌をしている。
性能はオリジナルよりはるかに劣るが、扱いやすく改良されており、パイロットを選ばない。また、どのGAデータにもダイブ可能なマルチタイプ機であるため、アル・アダ軍は、同時に多数のGAデータに侵攻する際に本機を使用している。
ダークセシアのプリモは本機をサターンIIのテミスとジュピターXのピーニャにも独断で与えている。テミス機はバズーカを装備しており、ピーニャ機はカラー変更の他に機能より見た目を重視したプリモによって本人の髪形を模した頭部センサーを装備している。

#### スプレマシー・ギア
機体解説
アル・アダがレオスのエクストリームガンダム type-レオスII Vs.に対抗すべくGストリームをベースに開発されたエクストリームガンダムtype-アル・アダとも言うべき機体で、アル・アダ本人が技術提供及び製作指揮を、ロウ・ギュールが実務作業を行った。「スプレマシー（SUPREMACY）」は「至高、至上」といった意味。
開発の際に用いられた技術の詳細は不明だが、ガンダムフェイスのエクストリーム系統に対し、本機はジオン系統のモノアイ型の三つ目仕様になっており、背部に4基のロング・スラスターを装備し、重厚な装甲を纏う姿もジオン系統を匂わせる。
後述の専用の追加アーマー「スプレマシー・アーマー」を持ち、そのコアユニットとしての機能も有する。
アル・アダが精神を封印されてからはトリムが複製した機体を4体まで作成。トリムの計画に賛同した「同志」達に分け与えている。同志の機体は各々でカラーリングが異なる。メンバーは「マスター」、「ドール」、「コメット」、「バロン」の4名。
特殊補助兵装
スプレマシー・アーマー（SUPREMACY ARMOR）
スプレマシー・ギアと合体することで巨大モビルアーマーへと換装する巨大な支援機体。換装時の全幅は小型戦艦級。
肩アーマーの収納式巨大クロームアームと全身に装備された無数のビーム兵器による圧倒的な攻撃力で敵を殲滅する。

#### 量産型スプレマシー・ギア（仮称）
スプレマシー・ギアの量産型で、形状がザク系列に近くなっている。

#### エクストリームガンダム EXtreme-Application ON
機体解説
レオスのエクストリームガンダムtype-レオスⅡヴァリアント・サーフェイスとセシアのエクストリームガンダムtype-セシア エクセリアの2機が1つとなり変貌した超進化形態。コックピットは2人乗りとなり、レオスとセシアで操縦する。
背部のウイングユニットはエクリプスランチャーモードに変形を可能とする。またウイングユニットは発光し、さらにブーストすると光の翼となる。本編ではトリムが使用したGAデータ制御能力をコピーし圧倒した戦いをした。

## 書誌情報
GUNDAM EXA
1. 2011年11月26日発売 ISBN 978-4-04-120004-9
2. 2012年3月26日発売 ISBN 978-4-04-120159-6
3. 2012年8月23日発売 ISBN 978-4-04-120360-6
4. 2013年1月24日発売 ISBN 978-4-04-120564-8
5. 2013年6月24日発売 ISBN 978-4-04-120707-9
6. 2013年11月22日発売 ISBN 978-4-04-120927-1
7. 2014年3月24日発売 ISBN 978-4-04-121072-7

GUNDAM EXA VS
1. 2014年8月26日発売 ISBN 978-4-04-102024-1
2. 2015年2月26日発売 ISBN 978-4-04-102802-5
3. 2015年7月25日発売 ISBN 978-4-04-103344-9
4. 2015年12月26日発売 ISBN 978-4-04-103783-6
5. 2016年5月26日発売 ISBN 978-4-04-104531-2
6. 2016年12月26日発売 ISBN 978-4-04-105118-4
7. 2017年7月15日発売 ISBN 978-4-04-105119-1